# Теорії міцності
Тео́рії мі́цності — це методики визначення на основі низки теоретичних і практичних досліджень критерію міцності (граничного напружено-деформованого стану) матеріалу, що перебуває в умовах складного напруженого стану. При побудові теорії міцності вводять гіпотезу про переважний вплив на міцність матеріалу того чи іншого фактора і вважають, що порушення міцності матеріалу при будь-якому напруженому стані відбудеться тільки тоді, коли цей фактор досягне певного граничного значення. Це граничне значення фактора, що визначає міцність, знаходять з випробувань на просте розтягання або стискання, а іноді — на кручення.
Отже, введення критерію міцності дає змогу порівняти цей складний напружений стан, з простим, наприклад, з одновісним розтягненням і знайти при цьому таке еквівалентне (розрахункове) напруження, яке в обох випадках має однаковий коефіцієнт запасу.

## Класичні теорії міцності
Критерій найбільших нормальних напружень (перша (І) теорія міцності) — гіпотеза, за якою вважається, що найбільший вплив на міцність справляє значення найбільшого нормального напруження.
{\displaystyle \ \sigma _{1}\leq [\sigma ]\,\!}
Цю гіпотезу пов'язують з іменем Г. Галілея або В. Ренкіна. Гіпотеза нехтує впливом двох інших головних напружень і не враховує появу пластичних деформацій; дає задовільні результати для крихких матеріалів (скло, кераміка, гіпс, бетон тощо).
 Критерій найбільших лінійних деформацій (друга (ІІ) теорія міцності) — гіпотеза, яка за основу бере найбільшу за абсолютним значенням лінійну деформацію. Еквівалентне напруження в цьому випадку:
{\displaystyle \ \sigma _{1}-\nu (\sigma _{2}+\sigma _{3})\leq [\sigma ]\,\!}
Гіпотезу запропонував Е. Маріотт (англ. Edme Mariotte) у 1682, надалі розвинув Б. Сен-Венан. Експериментально гіпотеза отримала слабке підтвердження, використовувалась на практиці наприкінці XIX ст.
Критерій найбільших дотичних напружень (третя (ІІІ) теорія міцності) — знаний як критерій текучості Треска (названо в честь французького вченого Анрі Треска). Згідно з цією теорією припускають, що граничний стан у загальному випадку настає тоді, коли найбільше дотичне напруження {\displaystyle \tau _{max}\!} досягає небезпечного значення {\displaystyle [\tau ]\!}. Еквівалентним напруженням за третьою теорією є різниця алгебраїчно найбільшого і найменшого головних напружень:
{\displaystyle \ \tau _{max}={\frac {\sigma _{1}-\sigma _{3}}{2}}\leq [\tau ].\,\!}
Третя теорія міцності добре підтверджується дослідами для пластичних матеріалів, у яких допустимі напруження розтягання і стискання однакові. Недоліком цієї теорії є те, що вона не враховує проміжного головного напруження {\displaystyle \sigma _{2}}, яке, згідно з дослідами робить вплив (хоч і не значний) на міцність матеріалу.
Критерій питомої потенціальної енергії деформації (четверта (IV) теорія міцності). Як критерій міцності у цьому разі вибирають кількість питомої потенціальної енергії формозміни, накопиченої здеформованим об'єктом. Згідно з цією теорією, небезпечний стан (текучість) у загальному випадку напруженого стану виникає тоді, коли питома потенціальна енергія формозміни досягне свого критичного значення. Еквівалентне напруження за четвертою теорією:
{\displaystyle {\sqrt {{\frac {1}{2}}{\Big [}(\sigma _{1}-\sigma _{2})^{2}+(\sigma _{2}-\sigma _{3})^{2}+(\sigma _{3}-\sigma _{1})^{2}}}{\Big ]}\leq \ [\sigma ].\,\!}
Ця теорія, гіпотезу якої висунув Д. Максвелл (1856), знайшла свій розвиток у XX ст. в працях М. Губера (1903) та Р. Мізеса (1913) ще має назву — критерій текучості Губера-Мізеса. Досліди добре підтверджують четверту теорію для пластичних матеріалів, що однаково працюють на розтягнення і стискання.
Теорія міцності Мора (ще називають гіпотезою Кулона-Мора або п'ятою (V) теорією міцності) — гіпотеза за якою міцність при будь-якому виді напруженого стану забезпечується за умови, що круг Мора не виходить за межі огинальних кругів, побудованих на допустимих напруженнях при одновісному розтягу і стиску.
{\displaystyle \sigma _{1}-{\frac {[\sigma _{+}]}{[\sigma _{-}]}}\sigma _{3}\leq [\sigma _{+}].\,\!}
Теорія застосовується до матеріалів, що проявляють різний опір розтягуванню і стисканню (чавун, бетон тощо). Для випадку, коли допустимі напруження при розтягу {\displaystyle [\sigma _{+}]} і стиску {\displaystyle [\sigma _{-}]} є однаковими, теорія Мора збігається з третьою теорією міцності.